# Lijst van straten in Soest (Nederland)
Dit is een lijst van straten in Gemeente Soest en hun oorsprong/betekenis.

## Lijst van straten in de plaats Soest

### A
- Aagje Dekenlaan - schrijfster Aagje Deken (1741-1804).
- Acacialaan - acacia, loofboom met doornen en peulen, levert robiniahout
- De Akkeren - vroegere akker op de plaats van de flatwoningen
- Akkerweg - de weg naar de akker(s).
- Albert Cuyplaan - - Nederlands schilder Albert Cuyp (1620-1691)
- Albert Hahnweg - (politieke) tekenaar en lithograaf Albert Hahn (1877-1918)
- Amnestylaan - mensenrechtenorganisatie Amnesty International
- St. Annahof - Het Sint-Annagilde
- Anna Paulownalaan - Anna Paulowna, vrouw van koning Willem II (1795-1865)
- Antonie van Leeuwenhoeklaan - Nederlandse natuurkundige Anthonie van Leeuwenhoek
- A.P. Hilhorstweg - A. P. Hilhorst (1901-1967), raadslid, wethouder, landbouwer, behartiger boerenbelangen

### B
- Bakkersweg - vroeger: Bakkerssteeg
- Baron Bentinckstraat - Bentinck, burgemeester gemeente Soest tussen 1946 - 1972.
- Bartolottilaan - Amsterdamse bankier Guillelmo Bartolotti, eigenaar van de vroegere buitenplaats Heuvel en Dael
- Batenburg - familie Batenburg bewoals bewoners
- Bazuin - bazuin, koperen blaasinstrument
- Beatrixlaan - Koningin Beatrix van Nederland
- de Beaufortlaan - twee burgemeesters van Soest met deze naam: 1914-1923 en 1923-1925.
- Beckeringhstraat - eigenaar van buitenplaats Eikenhorst
- Beek en Daalselaan - Beek en Daal, een vroegere buitenplaats in dit gebied
- Beetzlaan - eigenaar van de vroegere buitenplaats Nieuwerhoek
- Belvedèreweg - belvedère, uitzichtkoepel/-toren op het buiten Eikenhorst
- De Bergjes - heuvels op het recreatieterrein
- Berkenlaantje - boomsoort berk
- Betje Wolfflaan - schrijfster Betje Wolff, schreef onder andere het boek Saartje Burgerhart samen met Aagje Deken
- Beukenlaan - beukenboom. Destijds aan de Beukenlaan gelegen Ringweg en het leemgat zijn verdwenen. Nu de Titus Brandsmastraat, Hannie Schafthof en Mevrouw Kuipers-Rietberghof
- van Beuningenlaan - van Beuningen (1622-1693), diplomaat en burgemeester van Amsterdam. Bouwde de buitenplaats Heuvel en Dael.
- Bilderdijklaan - Willem Bilderdijk, dichter en geleerde
- Biltseweg - richting De Bilt, vroegere naam: Utrechtseweg
- Binnenhof - parlementsgebouwen aan het Binnenhof in Den Haag, ligt bij naar staatslieden genoemde straten.
- de Binnentuin - door tuinen omsloten woonhofje
- Birkstraat - buurtschap de Birk(t), vroeger Hoge Birksche Weg of Bovenbirkse weg
- Bleekveld - tot 1984 stond hier een wasserij. Bleken is het witter maken van de was
- den Blieklaan - Den Bliek, raadslid in Soest (1883-1929).
- Boekweitland - boekweit, werd op de Soester Engh werd verbouwd.
- Boerenstreek - een pad door het Soesterveen.
- de Bongerd - de boomgaarden of bongerds langs de rand van de Soester Engh.
- Bonifaciusstraat - de in 754 bij Dokkum vermoorde bisschop Bonifatius.
- Bosstraat - dominee Bos (1817-1913), beschreef de Soester geschiedenis
- Bosweg - weg in het bosgebied.
- Braamduin - gebied tussen Braamweg en Duinweg
- Braamweg - plantensoort braam, doornige plant in hagen
- Breemeentje - 'Brede meentje', meent was gemeenschappelijke (weide) grond.
- Bunder - tot 1937 gebruikte naam voor hectare, 10.000 m²
- Buntweg - grassoort bunt op de heide.
- Van Burenlaan - Van Buren is de geslachtsnaam van de eerste echtgenote van Prins Willem van Oranje.
- Burgemeester Grothestraat - burgemeester Grothe, burgemeester van Soest

### C
- Chalonhof - eerste Nederlandse prins van Oranje: René van Chalon
- Choristenpad - chorist, zanger in een koor
- Christinalaan - prinses Christina
- Chris Uiterwijkpad - Chris Uiterwijk, initiatiefnemer/organisator natuur-, landschaps- en milieu-acties (1915-1995)
- Cimbaal - snaarinstrument cimbaal
- Citer - muziekinstrument citer, met 42 snaren
- Claroenstekerpad - bespeler van het blaasinstrument claroen
- Clauslaan - prins Claus von Amsberg (1926-2003), echtgenoot koningin Beatrix
- Clemensstraat - Jacob Clemens, Zuid-Nederlandse zanger/componist
- Colenso - buitenplaats Colenso aan de Vredehofstraat

### D
- De Colignylaan - Louise de Coligny, vierde vrouw van Prins Willem van Oranje
- Da Costalaan - Isaäc da Costa, Nederlands dichter en historicus
- Dalplein - plein bij de Dalweg
- Dalweg - holle weg die tussen taluds ligt. Vroeger: Kerksholleweg
- Darthuizen - voormalig restaurant op deze plek
- Dennenweg - den, naaldboom
- Dillenburglaan - Slot Dillenburg een stadje in Hessen (Duitsland), geboorteplaats Prins Willem van Oranje
- Disselboom - kromme boom aan wagen voor bevestiging van bespanning van paarden.
- Dokter Rupertlaan - huisarts in Soest 1910-1950 (1879-1957).
- Dokter Schoonenbeeklaan - huisarts in Soest 1903-1919 (1872-1952).
- Dokter de Voslaan - Soester huisarts 1919-1952 (1893-1954).
- Dolderseweg - richting Den Dolder
- Dorpsstreek - pad door het Soesterveen
- Dorresteinweg - vroegere boerderij in het Soesterveen
- Dorsvlegel - dorsvlegel, een stok, soms met lederen lap, om graan uit de aren te slaan
- Dr. s'Jacobstraat - Eduard Herman s'Jacob, commissaris der Koningin in Utrecht
- Draailier - snaarinstrument draailier
- Driehoeksweg - vormt met de Eikenlaan en de Soesterbergsestraat een driehoek
- Driftje - pad waarover schapen werden geleid, ook wel 'dreef' genoemd
- Duinweg - heuvel ontstaan door opstuivend zand

### E
- Eemstraat - Eem, rivier met begin en einde in Nederland
- Eemweg - vormde vroeger met Eemstraat de Kleine Melmweg
- Egge - eg, land- en tuinbouwwerktuig voor het zaaiklaar maken van de grond
- Egeltjespad - egel, zoogdier met stekels
- Eigendomweg - vroegere particuliere weg onderscheiden van de 'gemene wegen'
- Eikenhorstweg - vroegere buitenplaats Eikenhorst
- Eikenlaan - eik, loofboom
- Emmalaan - regentes Emma 1890-1898 als weduwe van koning Willem III
- Energieweg - arbeidsvermogen ofwel (geest- of veer)kracht.
- Enghenbergsteeg - gebogen ontsluitingspad naar de akkers op de Soester Engh.
- Ereprijsstraat - plantensoort ereprijs
- Ericaweg - dopheide, vochtminnende plant
- Esdoornlaan - esdoorn, loofboom
- Evenaar - trekboom tussen een span paarden

### F
- Fazantpad - fazant, hoenderachtige vogel
- F C Kuijperstraat - wethouder van Soest (1839-1912)
- Felix Orttlaantje - Felix Ortt, ingenieur, onderwijzer, activist en medegrondlegger Van der Huchtscholen
- Ferdinand Huycklaan - personage Ferdinand Huyck, personage dat Soest bezocht in gelijknamige roman van Jacob van Lennep.
- Foekenlaan - Soester wethouder Foeken (1871-1927)
- Frans Halslaan - Nederlands schilder Frans Hals

### G
- Gaesbeekerhof - schutterij Groot Gaesbeker Gilde of het Sint Aechten Schuttersgilde rond het midden van de 14e eeuw.
- Gallenkamp Pelsweg - burgemeester-secretaris van Soest tussen 1850-1860 (1801-1869)
- Ganzetrek - Noord-Europese ganzen verbleven 's winters veelal in het Soesterveen
- Gareel - gareel als houten of lederen omsluiting van paardennek om trekkracht over te brengen
- Gemshoorn - gemshoorn, lichtgekromd blaasinstrument of wel orgelregister
- de Genestetlaan - Petrus de Genestet, Nederlands remonstrants predikant en dichter (1829-1861).
- Gentiaanlaan - beschermde plantenfamilie gentiaan, klokjesgentiaan groeit in vochtige heide en veen.
- Gerrit van der Veenstraat - Gerrit van der Veen, verzetsman, werktuigkundige/beeldhouwer
- Gerritslaan - houtvester van het landgoed Pijnenburg, nu Hees
- De Gouden Ploeg - vermaard café ter plaatse, genoemd naar ploeg arbeiders bij de spooraanleg
- Goudvink - goudvink, grote vinkensoort met felrode borst, ook rond Soest te zien
- Goudwesp - goudwesp, familie van roofwespen
- van Goyenlaan - Jan van Goyen, Nederlands schilder, tekenaar, etser en koopman
- Graanakker - verbouw van graan op de Soester Engh.
- Groenling - groenling, vooral bessenetende groengele vinkensoort.
- Groen van Prinstererstraat - Groen van Prinsterer, Tweede Kamerlid, grondlegger gedachtegoed ARP en CHU (1801-1876).
- Grote Melmweg - laad- en losplaats Grote Melm aan de Eem voor de turf uit Heezer- en Soesterveen.
- Gustaaf Gelderhof - verzetsman, oprichter illegale bladen (1919-1944)

### H
- Haagwinde - klimplant haagwinde met witte klokvormige bloemen
- van Hamelstraat - verzetsmannen Gerard van Hamel (1911-1944) en Lodewijk van Hamel (1915-1941)
- Hannie Schafthof - Hannie Schaft, verzetsvrouw 1941-1945(1920-1945)
- Harperpad - bespeler van een harp
- Hartmanlaan - Hartman, Soester wethouder en landbouwer (1852-1910)
- Hartweg - sinds eind 17e eeuw een buurtschap van Soest
- Haverweerd - vroegere akker, waar de flatwoningen zijn gebouwd. Het haverveld vormde één geheel met De Akkeren en De Bongerd.
- Hazepad - het voorkomen van het zoogdier de haas in het Soesterveen
- 1e Heezerlaantje - vroegere nederzettingen Hees, afgeleid van het woud Fornheze
- 2e Heezerlaantje - Hees bestond uit Hoog Hees (de Paltz e.o.) en Laag Hees
- Heetakker - heide-akker, vroegere aanduiding Verlengde Talmalaan
- Heezerspoor Oostzijde - vroegere weg tussen Amersfoort/Leusden en Utrecht/de Bilt via Hees. Hees kende een Heezerengh, Heezerzand en Heezerveen
- Heezerspoor Westzijde - vroegere weg tussen Amersfoort/Leusden en Utrecht/de Bilt via Hees. Hees wordt in 838, eerder dan Soest (929) in boeken genoemd.
- Heideweg - rond 1900 zijn de uitgestrekte heiden vervangen door bos
- Hellingweg - hoogteverschil van de weg over de Lazarusberg, 29 meter boven NAP
- Henriëtte Blaekweg - Henriëtte Blaeck is de vrouwelijke hoofdpersoon in roman Ferdinand Huyck
- Herdersstaf - staf van de hoeder van schaapskuddes
- Hertenlaantje - een dichtbijgelegen villa droeg de naam Hertenkop
- Heuvelweg - de Heuvel, naam van vroegere weidepercelen
- Hildebrandlaan - pseudoniem van de schrijver Nicolaas Beets (1814-1903)
- Hobbemalaan - Meindert Hobbema, Nederlandse landschapschilder (1638-1709)
- Hofslottersteeg - hofstede van het vroegere klooster Mariënhof in de Birkt.
- Hofstedering - fraaie benaming voor de woning van de boeren
- Hommel - hommel, voor de bestuiving van planten belangrijk insect
- Honingbij - honingbij, insect
- Hoofdstel - hoofdstel, paardentuig van leren riemen om bit en leidsel aan het paard vast te maken
- Hooihark - gereedschap om hooi (gedroogd gras) te verzamelen
- Hooiweg - aanvoerweg van hooi uit vroegere hooilanden van Eempolder
- Houtsnip - houtsnip, vogelsoort
- Van der Huchtlaantje - Caroline van der Hucht-Kerkhoven, grondlegster van de Van der Huchtscholen

### I
- Industrieweg - in de jaren 50/60 werden bedrijventerreinen aangeduid als industrieterrein
- Insingerstraat - familienaam van stichters van het landgoed Pijnenburg.
- Inspecteur Schreuderlaan - verzetsman, inspecteur Soester politie (1885-1942)
- Irenelaan - prinses Irene van Lippe-Biesterfeld, dochter koningin Juliana
- Ir. Menkolaan - Henri Silvain Nicolaas Menko, Soester verzetsman (1895-1942).
- Isaacstraat - Heinrich Isaac, Zuid-Nederlandse componist (1445/50-1517).

### J
- J.H. Isingserf - J.H. Isings, schilder, historicus en illustrator, woonde vanaf 1909 vrijwel onafgebroken aan de Kolonieweg (1884-1977).
- 't Jaagpad - jaagpad voor paarden of mensen om boten in de Eem voort te trekken
- Jac. van Looylaan - Jacobus van Looy, schilder/schrijver van Soester onderwerpen
- Jachthuislaan - verbinding paleis Soestdijk als jachtslot en de verbinding van de weg
- Jacob Catslaan - Jacob Cats, staatsman en dichter (1577-1660)
- Jan de Rooystraat - Jan de Rooy, verzetsman in Noord-Brabant
- Jan Steenlaan - Nederlandse schilder (1625/26-1679)
- Jan Thijssenhof - Jan Thijssen, verzetsman, betrokken bij Vrij-Nederland groep (1908-1945)
- Jeneverbesweg - jeneverbes, naalddragende struik, nu kwijnend rond Soest vanwege de beboste heide
- Johannes Poststraat - Johannes Post, verzetsman, landbouwer (1906-1944)
- Julianalaan - Juliana der Nederlanden, koningin van 1948-1980 (1909-2004)
- Julianaplein - Juliana der Nederlanden, koningin van 1948-1980 (1909-2004)

### K
- Kameleonstraat - hagedissoort kameleon
- Kamperfoeliestraat - klimplant kamperfoelie.
- Kastanjelaan - boomsoort paardenkastanje
- Kerkdwarsstraat - staat haaks op de Kerkstraat
- Kerkpad NZ - in 1569 al als voetpad (Padde) van 8 voetbreedte beschreven
- Kerkpad ZZ - het Kerkpad mocht toen niet met paarden en wagens worden bereden
- Kerkplein - plein bij Petrus en Pauluskerk, deelde het Kerkpad in noord en zuid
- Kerkstraat - leidde de rijksstraatweg tot 1953 achter de kerk om.
- Klaarwaterweg - weg die van de hooggelegen Soester Eng naar het laaggelegen veen liep. Er stroomde dus veel klaar water naar beneden over deze weg
- Klarinet - blaasinstrument klarinet
- Klein Engendaalweg - boerderij met die naam in het dal van de Soester Engh
- Klinkveld - Een vroegere akker op de Soester Engh
- Koekoekweg - vogelsoort koekoek.
- Kolonieweg - Het kinderherstellingsoord kolonie Trein 8.28 H.IJ.S.M.
- Koningsvaren - bosplant varen
- Koninginnelaan - Koningin Wilhelmina 1898-1948 (1880-1962)
- Koningsweg - koning Willem I 1813-1840 (1772-1843)
- Kooilaan - boerderij met schaapskooi op de heide van het Heezerzand, nu landgoed Hees
- Koperwiek - lijsterachtige vogelsoort koperwiek
- Korenweg - graanakkers op de Soester Engh, vroeger Hoogsteeg
- Korenzicht - gereedschap om koren te maaien, ook wel zeis.
- Kornet - kornet, koperen blaasinstrument
- Korte Bergstraat - weg naar de Lazarusberg (ook wel Lasenberg), 29 meter boven NAP
- Korte Brinkweg - sinds de kruising van de spoorlijn in 1898 noordelijk gedeelte van de Brink
- Korte Hartweg - de sinds eind 17e eeuw bekende buurtschap het Hart van Soest
- Korte Kerkstraat - verbinding van het Kerkplein met de Lange Brinkweg
- Korte Melmweg - laad- en losplaats aan de Eem voor de turf uit Heezer- en Soesterveen.
- Korte Middelwijkstraat - in 1971 gesloopte Huize Middelwijk aan het Kerkpad ZZ
- Korte Ossendam - vroegere boerderij Ossendam, was tot 1971 gedeelte van de Ossendamweg
- Korteweg - De geringe lengte van deze woonstraat
- Kostverlorenweg - vroegere boerderij Kostverloren
- Krekel - insect krekel
- Krommeweg - de bocht in deze weg
- Kruisweg - kruisende weg met het Kerkpad ZZ

### L
- Laanstraat - in de volksmond vroeger (de) Laan
- Landgoed de Paltz - landgoed Landgoed De Paltz
- Lamoen - een lamoen is trekboom waartussen het paard voor een wagen wordt gespannen
- Lange Brinkweg - na de kruising van de spoorlijn in 1898 zuidelijk gedeelte van de Brink
- Langeindsche Maatweg - noordelijk gedeelte, ook vroeger waterschap, van de Soester Eempolder
- Larixlaan - naaldboom lariks.
- Di Lassostraat - Orlando di Lasso, Zuid-Nederlandse componist en hofkapelmeester (1530/32-1594)
- Leeuwerikweg - zangvogelsoort leeuwerik
- van Lenneplaan - Jacob van Lennep, rijksadvocaat, 2e Kamerlid en romanschrijver (1802-1868).
- Libel - viervleugelige insectenfamilie libel.
- Lindenlaan - boomsoort linde
- Lisdodde - waterplant lisdodde
- Lijsterbeslaan - boomsoort lijsterbes
- Luytenaarpad - bespeler van het muziekinstrument luit
- van Lyndenlaan - Alex van Lynden, commissaris van de Koningin in Utrecht (1873-1932).

### M
- Maarschalkersteeg - maarschalk als functie van vroegere bestuurder: maarschalk van Eemland.
- Maatweg - weide- en hooilanden, waaronder de Langeindsche Maten.
- Margrietlaan - prinses prinses Margriet
- Mariastraat - moeder van Jezus
- Van Mecklenburglaan - Prins Hendrik, echtgenoot koningin Wilhelmina (1876-1934)
- Meent - een meent is gemeenschappelijk (vgl:gemeente) gebruikt heide-, weide- en hooiland
- Meidoornweg - meidoorn, struik die veel voorkomt in hagen en houtwallen
- Merelweg - merel, lijsterachtige zangvogel
- Mezenhof - mees, zangvogel
- Mw Kuipers-Rietberghof - Helena Theodora Kuipers-Rietberg (Winterswijk, 1893- Ravensbrück, 1944), verzetsvrouw. Werd in het verzet Tante Riek genoemd, moeder van vijf kinderen
- Middelwijkstraat - in 1971 gesloopte Huize Middelwijk aan het Kerkpad ZZ
- Middenlaan - midden in de buurtschap Soestduinen liggend
- Minstreelpad - minstreel, rondreizende dichter, verteller en zanger
- Molenstraat - de eerste Molen de Windhond werd in 1737 gebouwd en in 1930 gesloopt
- Molenweg - molen de De Windhond stond op de hoek van de Molenweg en Molenstraat
- Monnikenboschweg - richting het Monnickenbosch tussen Soest en Amersfoort
- Morgen - grondoppervlak dat op één ochtend geploegd kon worden: 8.516 m²

### N
- Nachtegaalweg - nachtegaal, zangvogel
- Nassaulaan - Duits geslacht Nassau, door René van Chalon geërfd van Hendrik III in 1530
- Nassauplantsoen - prins Willem de Zwijger erfde van Chalon in 1544 de titel Oranje Nassau
- Neerweg - aflopende weg van de Engh richting de Eempolder
- Nieuwegracht - na toestemming in 1239 gegraven Oude Gracht tussen Soesterveen en de Eem
- Nieuwerhoekplein -
- Nieuweweg - onderdeel vroegere Achter de Eng, samen met Beukenlaan tot Nieuwstraat
- Nieuwstraat - onderdeel vroegere Achter de Eng, samen met Laanstraat tot Nieuweweg
- Nijverheidsweg - de bedrijvigheid op het bedrijventerrein
- Noorderweg - gedeelte noordelijke turfroute, vroeger: Achterweg

### O
- Obrechtstraat - Jacob Obrecht, Zuid-Nederlandse componist, kapelmeester en geestelijke (1430-1505)
- Olijkeweg - kan 'guitig', maar ook 'onaanzienlijk' of 'gering' als betekenen
- Ooshout - dwarshout met ring ter bevestiging van de bespanning van het paard
- Oostergracht - De weg ligt ten oosten van de eerder aangelegde Nieuwegracht
- Oranjehof - voormalig hotel ter plaatse , vernoemd naar het vorstendom Orange in Frankrijk
- Oranjelaan - titel Oranje werd in 1544 geërfd van René van Chalon
- Ossendamweg - vroegere boerderij Ossendam, tot 1971 samen met de Korte Ossendam
- Oude El - armlengte inclusief de hand als maat: 69 centimeter. Bijbelse El = 49 cm.
- Oude Grachtje - restant van de na 1239 gegraven gracht vanuit het Soesterveen maar de Eem
- Oude Leusderweg - onderdeel vroegere weg tussen Amersfoort/Leusden en de Bilt/Utrecht
- Het Oude Raadhuis - voormalige functie van raadhuis van het wooncomplex 1893-1990
- Oude Raadhuisstraat - raadhuis 1893-1990, vroeger Kriesteeg, na 1990 werd Oude toegevoegd
- Oude Utrechtseweg - onderdeel vroegere weg tussen Amersfoort/Leusden en de Bilt/Utrecht

### P
- Paltz - Duitse landstreek Paltz, herinnerend aan de Duitse stichters van het landgoed
- Paltzerbaan - vroegere belangrijke weg op het landgoed de Paltz
- Paltzerweg - weg langs het landgoed, liep tot de Tweede Wereldoorlog door tot Soesterberg
- Parallelweg - loopt evenwijdig aan de spoorlijn Baarn-Utrecht
- Parklaan - parkachtige Enghrand, vroeger als Nieuweweg de verbinding met Eikenlaan
- Park Vredehof - landgoed met villa, werd in jaren 50 afgebroken
- Patrijsgang - patrijs, hoenderachtige vogel
- Paulus Potterlaan - Paulus Potter, Nederlands schilder en etser (1625-1654)
- P.C. Hooftlaan - slotvoogd van het Muiderslot, drost, baljuw en kunstminnaar (1581-1647)
- Pelikaanweg - watervogel pelikaan
- Peter van den Breemerweg - Peter van den Breemer, Soester raadslid en wethouder (1866-1944)
- Pieter de Hooghlaan - Pieter de Hoogh, Nederlands schilder (1629-±1684)
- Pieter de Molijnlaan - aangelegd in 2016 in het nieuwbouwwijkje Bieshaar aan de rand van de Soester Eng; genoemd naar kunstschilder Pieter de Molijn
- Pimpelmees - pimpelmees, vogelsoort
- Pijperpad - bespeler van middeleeuwse fluit
- Pijnenburgerlaan - landgoed Pijnenburg, reikte rond 1900 van Den Dolder tot in het Gooi
- Plasweg - ven op heide en in de duinen, verdwenen door bebossing en waterwinning
- Plein van Zuid - parkeerterrein in de wijk Soest-Zuid
- Ploegschaar - ondergedeelte van het blad van de ploeg, dat de grond snijdt
- Praamgracht - Praamgracht, na 1398 gegraven voor turfafvoer uit Heezerveen en Lage Vuursche
- Prins Bernhardlaan - Prins Bernhard, echtgenoot koningin Juliana
- Prins Hendriklaan - prins Hendrik, echtgenoot koningin Wilhelmina (1876-1934)
- Prinsenhof - Prinsen van Oranje, ook prinselijk hof in Delft
- Prunuslaan - boomsoort prunus

### R
- Raadhuisplein - vormt het plein voor het in 1990 geopende gemeentehuis
- Reespoor - pootafdrukken van de ree
- Regentesselaan - Koningin Emma als regentesse
- Reigerpad - reiger, grote waadvogel
- Rembrandtlaan - Rembrandt van Rijn, Nederlands schilder, tekenaar en graveur (1606-1669)
- Rinke Tolmanpad - Rinke Tolman, in Soest wonende journalist, veldbioloog (1898-1981)
- De Rode Haan - een vroeger café op de plaats van de huidige woningen.
- Roggeveld - graansoort rogge, die op de Soester Engh werd verbouwd
- Rubenslaan - Peter Paul Rubens, Vlaamse barokschilder (1577-1640)
- Ruysdaellaan - Jacob Ruysdaal, Nederlands tekenaar, schilder en etser (1628/29-1682)

### S
- Saenredamplantsoen - vader Jan Saenredam als graveur en zoon Pieter Jansz. Saenredam als schilder
- Scalmeyerpad - bespeler van middeleeuws houten blaasinstrument de schalmei
- Schaepmanstraat - Tweede Kamerlid, priester, grondlegger gedachtegoed KVP (1844-1903)
- De Schans - naam van de (vroegere) weilanden ter plaatse
- Schapendrift - pad voor de schapen naar de nu beboste heiden
- Schepel - inhoudsmaat schepel van 10 liter, ook voor een te bezaaien oppervlak met een schepel zaad
- Schoutenkampweg - vroegere boerderij Schoutenkamp
- Schrikslaan - schrieck / schrik een hoek, mogelijk ten opzichte van vroegere hoofdwegen
- Seminariehof - in de volksnaam armenhuis (±1870-1930) met acht eenkamerwoningen
- Sloothaak - sloothaak, haak met lange steel om in najaar begroeiing uit sloten te verwijderen
- Smitsweg - Smits, molenaar en boer in Soest (18e eeuw) met grond van Eem tot Wieksloot
- Soesterbergsestraat - richting Soesterberg
- Soesterengweg - weg over de Soester Engh, gedeelte van de eeuwenoude Barenwech
- Soester Hoogt - weg over de Soester berg, 58 meter boven NAP
- Sophialaan - koningin Sophia, echtgenote van koning Willem III (1818-1877)
- Sparrenlaan - naaldboom spar
- Specht - specht, vogelsoort
- Speenkruidstraat - plantennaam speenkruid
- Spiekerweg -
- Spinet - citer, snaar-toetsinstrument, voorloper van de piano
- Spoorstraat - de in 1898 geopende spoorverbinding Baarn-den Dolder-Utrecht
- St Josephstraat - De woningbouwvereniging als bouwer van het complex woningen
- St. Theresiastraat - karmelietesser hervormster (1515-1582) of Theresia van Lisieux (1873-1897)
- St. Willibrordusstraat - Willibrordus, bisschop der Friezen in Utrecht (658-739)
- Staalwijklaan - boerderij Staalwijk van Jan Anthonie Staal (1797-1881)
- Stadhouderslaan - functie van stadhouder in de republiek van de Verenigde Nederlanden
- Staringlaan - Nederlands dichter Winand Staring, jurist en landbouwkundige (1767-1840)
- Stationsweg - Het station Soest, gebouwd en in gebruik in 1898
- Steenhoffstraat - Pastoor, bouwer R.K. Kerk 1853 en St. Josephgebouw 1868 (1816-1880)
- De Stompert - De 'Soester berg' 58 meter boven NAP
- van Straelenlaan - Kapitein-ter-zee, kwam om in Javazee, woonde op huisnr. 17 (1894-1942)
- Sweelinckstraat - organist en componist Sweelinck(1562-1621)

### T
- Talmalaan - Syb Talma, predikant, kamerlid en minister (1864-1916)
- Tamboerijn - tamboerijn, handtrommel met rinkelende schijven
- Tensenhof - Soester busbedrijf van W.C. Tensen, 1930-1980 met een eigen buslijn in Soest
- Theo Dobbehof - Theo Dobbe, verzetsman (1901-1944)
- Thorbeckestraat - Johan Thorbecke, grondlegger Nederlandse staatsinrichting en minister (1798-1872)
- Titus Brandsmastraat - Titus Brandsma, verzetsman en priester (1881-1942)
- Torenstraat - toren van de Oude kerk, vroeger: Doodweg de weg naar het kerkhof
- Troelstrastraat - advocaat Pieter Jelles Troelstra, dichter, grondlegger Sociaal-Democratische politiek (1860-1930)
- Tromslagerpad - bespeler van de trommel
- Turfstreek - winning van turf in het Soesterveen
- Turfweg - afvoerweg voor de turf uit het Heezerveen naar de Grote Melm

### V
- Vaardehoogtweg - verhoging in het Soesterveen ('de Berg'), vroeger Verre Hoogt
- Valeriaanstraat - valeriaan, plantensoort
- Varenstraat - vaatsporenplanten varen
- Vedelaarpad - vedel, een middeleeuws strijkinstrument
- Veenbesstraat - kruipplant veenbes
- Veenpad - veen, brandstof van half verteerde/verkoolde plantenresten.
- Veenzoom - op de rand van het Soesterveen
- Van de Veldeplantsoen - Nederlands schilder Henri van de Velde
- Veldlust - voormalige ontginningsboerderij in Laag Hees
- Veldweg - weg naar het veld (akkers), vroeger: Pad naar de kerk
- Verlengde Hooiweg - in het verlengde van de Hooiweg
- Verlengde Kolonieweg - in het verlengde van de Kolonieweg.
- Verlende Oude Utrechtseweg - Onderdeel vroegere wegen tussen Amersfoort/Leusden en de Bilt/Utrecht
- Verlengde Talmalaan - in het verlengde van de Talmalaan, vroeger Heete-akkerweg
- Vermeerlaan - Nederlands schilder Johannes Vermeer
- Verzetsplein - tegenover het herdenkingsmonument
- Vinkenweg - vink, vogelsoort
- Vondellaan - Joost van den Vondel, dichter en toneelschrijver
- Vosseveldlaan - voormalig landgoed Vosseveld
- Vredehofstraat - landgoed vredehof, vroeger: Zoesterdijc
- Vrijheidsweg - verkregen vrijheid na de Tweede Wereldoorlog

### W
- W.A. van Elmptpad - Wilhelmus Albertus van Elmpt (1903-1986), onderwijzer die veel les gaf over de natuur
- Waldeck Pyrmontlaan - familienaam koningin Emma, weduwe koning Willem III (1888-1934)
- Walraven van Hallhoff - Walraven van Hall, verzetsman 1906-1945
- Weegbreestraat - weegbree, plantenfamilie
- Van Weedestraat - familienaam vrouw van burgemeester Grothe, 1864-1934
- Van Weerden Poelmanweg - Hendrik van Weerden Poelman, kapitein-vlieger, lid vijfmans stuntteam (1895-1974) Soesterberg
- Weg in de Maten - ontsluitingsweg naar weide- en hooilanden, waaronder de Langeindsche Maten
- Weideweg - ontsluitingsweg naar weilanden
- Weteringpad - watergang voor de ontwatering van het Soesterveen
- Van der Weydenstraat - Zuid-Nederlandse componist, schreef missen, chansons e.d.(ca. 1450-1521)
- Wiardi Beckmanstraat - Wiardi Beckman, verzetsman, hoofdredacteur diverse bladen
- Wieksloterweg OZ - bij de Turfweg is de Wieksloterweg gedeeld in westzijde en oostzijde
- Wieksloterweg WZ - Wijksloot (1399) grens- en afvoersloot voor het Heezer- en Soesterveen
- Wielewaal - wielewaal, vogelsoort
- Wilgenblik - uitzicht op de knotwilgen, onder meer langs de Stadhouderslaan
- Wilhelminalaan - koningin Wilhelmina 1898-1948 (1880-1962)
- Willaertstraat - Adriaan Willaert, Vlaamse componist (1485-1562).
- Willem Speelmanhof - Wim Speelman, verzetsman medeoprichter Vrij Nederland, leider Trouw
- Willem de Zwijgerlaan - Prins Willem I erfde in 1544 titel Oranje, stadhouder 1559-1584 (1533-1584)
- Winterkoning - winterkoning, zangvogeltje
- de Wittelaan - laan tegenover Dorpsstreek in bosgebied Hees
- Witte Paardstraatje - militairen reden met wit paard naar kantine Kerkpad (Sinterklaas 1914-'18)
- Wollegras - wollegras, met witte pluizige bloeiwijze, veenvormer
- Wijnand Toplaan - Wijnand Top, Soester raadslid, medeoprichter vroegere Waterschap 'het Soesterveen' (1838-1919) Vroeger was de straat een deel van de Heete Akkerweg

### Z
- Zandlaan - zandweg als verbinding tussen de buurtschap de Birkt en de Heide
- Zonnedauw - plantensoort zonnedauw, groeit op vochtige heiden en venen
- De Zoom - pad op de grens van twee vroeger heide-, nu bosgebieden
- Zuidergracht - ten zuiden van de eerder aangelegde Nieuwegracht
- Zuidpromenade - wandelgebied van het winkelcentrum van Soest-Zuid
- Zwaluwenweg - zwaluw, trekvogelfamilie

## Lijst van straten in Soesterberg
Dit is een lijst van straten in Soesterberg en hun oorsprong/betekenis. Veel straatnamen zijn gerelateerd aan de luchtvaartgeschiedenis en met name Vliegbasis Soesterberg.
- Amersfoortsestraat - loopt vanaf de Utrechtseweg (Bilthoven) tot aan Soesterberg waar hij overgaat in de Amersfoortsestraat. De straat is in 1653 aangelegd en loopt van Utrecht naar Amersfoort.
- van Angerenstraat - verzetsman, geboren Soester (1920-1945).
- Antonie van Leeuwenhoeklaan - Antonie van Leeuwenhoek, Nederlandse natuurkundige (1632-1723).
- Apollo - Apollo, Amerikaanse ruimtecapsule, ook gebruikt bij de vlucht voor de maanlanding in 1969. In de jaren 70 is er een wijk gebouwd speciaal voor de Amerikaanse militairen die gelegerd waren op vliegbasis Soesterberg. De wijk heet Apollo en is in juni 1977 opgeleverd
- Aviatik - Aviatik was een type vliegtuig uit het begin van de 20e eeuw. Het had een topsnelheid van 161 km/u.
- Bakkeneslaan - Jacob Bakkenes, vlieger, lid vijfmans stuntteam (1891-1932)[1]
- Banningstraat - Henricus Adrianus Banning (1818-1909) was een Soesterbergse schrijver. Hij was eerst hoenderfokker, maar kreeg door bemiddeling van pastoor rademakers een baan in de journalistiek. Later werd Banning later hoofdredacteur van de Katholieke Illustratie. De naam Banningstraat werd in 1975 vastgesteld, het behoorde vroeger tot het tracee van de Amersfoortsestraat.
- Batenburgweg - Johannes Gerhardus Arnoldus Batenburg, (Oegstgeest, 1846 - Soest 1912), gemeentearts in Groenlo en na 1880 in Soest. Zijn zoon was Johannes Gerhardus Arnoldus Batenburg (Soest, 1888-1955), (Ridder in de Orde van H. Gregorius de Grote), gemeentesecretaris van Soest 1922. Medeoprichter en bestuurder r.-k. Spaarbank 1918, secretaris en penningmeester van het Waterschap de Lang Eindsche Maten.
- Bloemheuvel - naam van een vroegere boerderij
- De Brik - vliegtuig De Brik, topsnelheid 80 km/u. De Brik werd gebouwd door Marinus van Meel in 1913 en was toen het eerste militaire toestel van de luchtmacht. Een replica staat op de Tammerrotonde (N237) in Soesterberg.[2]
- Buys Ballotlaan - Buys Ballot, Nederlands natuurkundige en meteoroloog (1817-1890).
- Christiaan Huygenslaan - Christiaan Huygens, Nederlandse natuurkundige (1629-1695).
- Dorpsplein - plein als een middelpunt in het dorp.
- Farman - vliegtuig ontworpen door Henri Farman, in 1914 in bedrijf genomen, topsnelheid 96 km/u.
- Fokkerstraat - Anthony Fokker, grondlegger vliegtuigbouw in Nederland (1890-1939).
- Gemini - Amerikaanse ruimtevaartcapsule Gemini
- Generaal Spoorstraat - Simon Spoor, generaal in voormalig Nederlands-Indië (1902-1949).
- Generaal Winkelmanstraat - Henri Winkelman, bevelvoerder Nederlands leger, inwoner Soesterberg 1934-1952 (1876-1952).
- Van der Griendtlaan - vlieger adjudant-officier Piet J. van der Griend (1893-1970), lid vijfmans stuntteam "De vijf vingers aan een hand" (1893-1970). De Van der Griendtlaan was net als de Generaal Winkelmanstraat een deel van de vroegere postweg van Amsterdam naar Arnhem. Op de kruising met de Amersfoortsestraatweg stond destijds het "Huis ter Halve".
- Hermes - Hermes, een nooit van de grond gekomen Europees ruimteveerprogramma
- Hoogte - begin 20e eeuw ontstane tram- en bushalte tussen Soesterberg en Amersfoort.
- Huis ter Halve - vroegere uitspanning nabij kruising van postroutes in Soesterberg. De herberg lag ongeveer op de helft van de postweg Amsterdam-Arnhem. Hier werden vroeger de paarden van de postkoets verwisseld.
- Jongbloedlaan - J. Jongbloed, vlieger-instructeur, lid vijfmans stuntteam (1895-1974).
- Kamerlingh Onneslaan - Kamerlingh Onnes, Nederlandse natuurkundige (1853-1926).
- Kampdwarsweg - haakse aansluiting op de Kampweg.
- Kampweg - Kamp van Zeist, sinds 1672 in omvang wisselende kampementen. Voor 1925 heette het Koningsweg en Kampstraat. De weg bestaat uit twee delen: een deel tussen de Amersfoortsestraat en de A28, het andere deel staat haaks hierop en ligt binnen de gemeentegrenzen van Zeist
- Kerklaan - laan die aansluit op de katholieke Carolus Borromeuskerk in Soesterberg
- Koppenlaan - Georg Alexander Koppen, deelnemer eerste vlucht naar Nederlands-Indië (1890-1970). De laan loopt van de Montgomeryweg naar de Van der Griendtlaan.
- Laan Blussé van Oud Alblas - eerste commandant school Verlofsofficieren der Cavalerie (1878-1958)
- van Maarenplein - bakker Piet van Maaren, raadslid (1861-1913).
- Mercury - Mercuryprogramma, ruimtecapsule gebruikt bij 1e Amerikaanse ruimtevlucht 5 mei 1961.
- Moerbessenberg - voormalige boerderij Klein Moerbessenberg.
- Morane - morane, vliegtuigtype begin 20e eeuw, topsnelheid 115 km/u.
- Odijkplein - Cornelis Odijk, verzetsman, sectiecommandant verzetafdeling (7-5-1913 - 7-5-1945)[3]
- Oude Tempellaan - landhuis De Oude Tempel, verving in 1867 afgebrande boerderij/bierhuis.
- Plesmanstraat - Albert Plesman grondlegger van de burgerluchtvaart in Nederland (1889-1953).
- Postdwarsweg - zijweg van de Postweg.
- Postweg - onderdeel van de postroute Arnhem-Amsterdam via Doorn en Austerlitz.
- Prof. Lorentzlaan - Hendrik Antoon Lorentz, Nederlands natuurkundige (1853-1923).
- Rademakerstraat - pastoor Ludovicus (Louis) Rademaker (1795-1872), stichter van de R.K. parochie Carolus Borromeus in Soesterberg. De straat was onderdeel van de oude Amersfoortsestraat en heette voor 1924 Zeisterstraatweg.
- Richelleweg - Belgisch commandant van vluchtelingenkamp Kamp van Zeist (1875-1934).

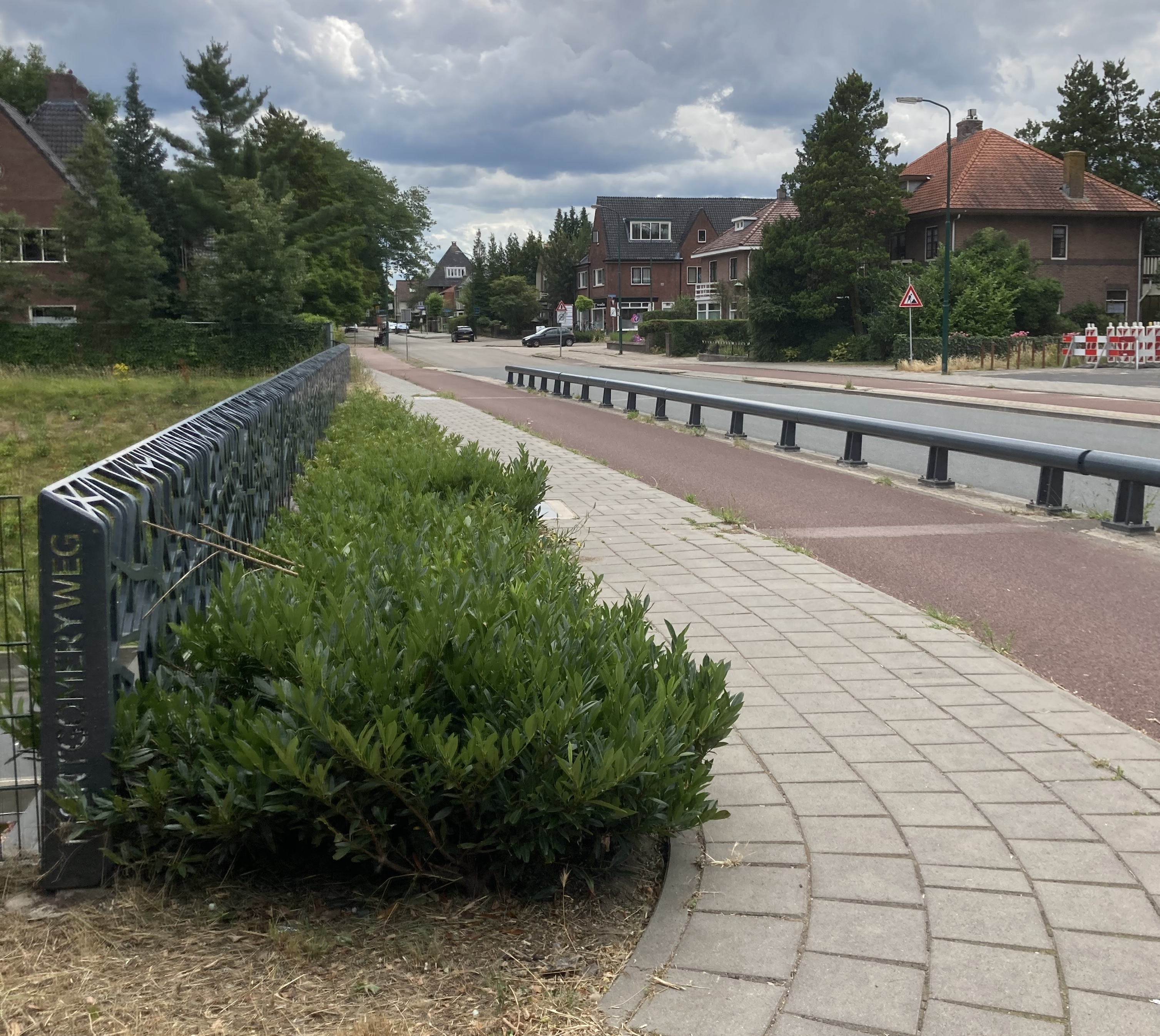
Veldmaarschalk Montgomeryweg

- Rumpler - Rumpler, type vliegtuig begin 20e eeuw, topsnelheid 152 km/u.
- Schooldwarsweg - weg sloot haaks aan op de vroegere Schoolweg.
- Simon Stevinlaan - Simon Stevin, wis- en waterbouwkundige, krijgskundige, uitvinder zeilwagen (1548-1620).
- Spad - spad, type vliegtuig begin 20e eeuw, topsnelheid 191 km/u.
- Stemerdingweg - Andries Stemerding was marinier en lid verzetsgroep (1921-1942).
- Sterrenbergweg - vroeger landgoed Sterrenberg tussen Zeist en Soesterberg. Nu een centrum voor verstandelijk gehandicapten.
- Veldmaarschalk Montgomeryweg - Bernard Montgomery, Britse bevelvoerder in Tweede Wereldoorlog (1887-1976).
- Verlengde Paltzerweg - bochtige weg vanaf Paltzerweg langs de vliegbasis naar de Van Weerden Poelmanweg.
- Versteeghlaan - Willem Versteegh, vlieger, leider vijfmans stuntteam (1886-1975).
- Vliegtuiglaan - De luchtvaartuigen, waarvan de ontwikkeling ook bij Soesterberg plaatsvond.
- Wostok - Wostok, Sovjet-Russische ruimtecapsule, op 12-4-1961 gebruikt bij de eerste ruimtevlucht.
- W. Stuutlaan - Willem Stuut (1888-1971), richter/bestuurder vroegere woningstichting Ons Belang .
- Van Weerden Poelmanweg - verbindingsweg Soesterberg - Soest. Hendrik Van Weerden Poelman (Serang (West-Java), 21 oktober 1890 - 19 oktober 1945), was kapitein-vlieger en lid van het vijfmans stuntteam "De vijf vingers aan een hand"Soesterberg. Op 10 augustus 1904 kwam Hendrik Van Weerden Poelman schip uit Indië terug naar Nederland. Hij meldde zich vrijwillig voor de militaire dienst en werd geplaatst bij het Instructie Bataljon in Kampen. In 1913 werd hij Tweede-Luitenant bij het 9e Regiment Infanterie. Op 15 maart 1917 volgde overplaatsing naar de Luchtvaartafdeling (LVA). Hij volgde te Soesterberg een vliegopleiding bij Eerste-Luitenant Willem Versteegh en kreeg in 1930 het commando over de Jachtvliegafdeling. De Tweede Wereldoorlog bracht hij grotendeels in krijgsgevangenschap door. In 1947 besloot de leiding van de Koninklijke Luchtmacht om voor collega's in nood een financieel Steunfonds op te richten dat naar hem werd vernoemd om zijn grote sociale betrokkenheid[4] De weg was vroeger onderdeel van de Doode weg, de kerkweg tussen Soest en soesterberg.
- Het Zeisterspoor - vanouds bestaand als fietspad, dat werd omgevormd tot weg van Defensie. Loopt vanaf de Richelleweg evenwijdig aan de Amersfoortsestraat.
- Zuiderweg - in zuidelijke richting lopende oude weg
- 't Zwarte Wegje - oude naam, vermoedelijk vanwege een sintelverharding.